# 雅芳茅斯爆炸
格林尼治标准时间2020年12月3日11:20左右，位於英国布里斯托尔雅芳茅斯的一个装有生物固体的筒仓发生爆炸，造成4人死亡，1人受伤。發生爆炸的地方由威塞克斯水务公司的子公司GENeco经营，該公司主要生產生物甲烷供应给公交公司使用。